# Lijst van rijksmonumenten op begraafplaats Orthen
De begraafplaats Orthen in 's-Hertogenbosch telt 25 inschrijvingen in het rijksmonumentenregister. De begraafplaats was tussen 1978 en 2008 bekend als begraafplaats Groenendaal. Hieronder een compleet overzicht van de monumenten. 
| Object | Oorspronkelijke functie?   | Bouwjaar | Architect                    | Locatie  | Coördinaten?                  | Nr.?   | Afbeelding                                    |
| --- | -------------------------- | -------- | ---------------------------- | -------- | ----------------------------- | ------ | --------------------------------------------- |
| Bisschopskapel | Kapel                      | 1882     | L. Hezenmans                 | Herven 1 | 51° 42' 13" NB, 5° 18' 19" OL | 522404 | Meer afbeeldingen                             |
| Grafmonument van de gebroeders Hezenmans                                                                                     | Begraafplaats en -onderdl  | 1909     | N. Glaudemans                | Herven 1 | 51° 42' 13" NB, 5° 18' 21" OL | 522405 | Grafmonument van de gebroeders Hezenmans      |
| Grafmonument van P.J. van Paesschen                                                                                          | Begraafplaats en -onderdl  | 1891     | J.J.H. Bolsius               | Herven 1 | 51° 42' 13" NB, 5° 18' 21" OL | 522406 | Grafmonument van P.J. van Paesschen           |
| Grafmonument van Willem Deckers                                                                                              | Begraafplaats en -onderdl  | 1899     | Firma H.C. Dobbe en Van Pelt | Herven 1 | 51° 42' 13" NB, 5° 18' 21" OL | 522407 | Grafmonument van Willem Deckers               |
| Grafmonument van de familie Van Beugen                                                                                       | Begraafplaats en -onderdl  | 1888     | I. Schonemaker               | Herven 1 | 51° 42' 13" NB, 5° 18' 21" OL | 522408 | Grafmonument van de familie Van Beugen        |
| Grafmonument van de familie Dobbe                                                                                            | Begraafplaats en -onderdl  | 1918     | H.C. Dobbe?                  | Herven 1 | 51° 42' 13" NB, 5° 18' 21" OL | 522409 | Grafmonument van de familie Dobbe             |
| Grafmonument van de familie Lutkie-Scheffers                                                                                 | Begraafplaats en -onderdl  | 1881     |                              | Herven 1 | 51° 42' 13" NB, 5° 18' 21" OL | 522410 | Grafmonument van de familie Lutkie-Scheffers  |
| Grafmonument van Josephina Phillipon                                                                                         | Begraafplaats en -onderdl  | 1890     |                              | Herven 1 | 51° 42' 13" NB, 5° 18' 21" OL | 522411 | Upload foto                                   |
| Grafmonument van de familie Halewijn                                                                                         | Begraafplaats en -onderdl  | 1894     | Firma H.C. Dobbe en Van Pelt | Herven 1 | 51° 42' 13" NB, 5° 18' 21" OL | 522412 | Grafmonument van de familie Halewijn          |
| Lijkenhuis | Uitvaartcentr. en begrfpl. | 1872     |                              | Herven 1 | 51° 42' 13" NB, 5° 18' 23" OL | 524965 | Meer afbeeldingen                             |
| Grafmonument van de familie Van der Meulen-Heuvelmans                                                                        | Begraafplaats en -onderdl  | 1907     | Atelier Bokhoven             | Herven 1 | 51° 42' 13" NB, 5° 18' 21" OL | 524966 | Meer afbeeldingen                             |
| Grafmonument van Bram Lafeber en Frans Moussault                                                                             | Begraafplaats en -onderdl  |          | Piet Verdonk                 | Herven 1 | 51° 42' 13" NB, 5° 18' 21" OL | 524967 | Meer afbeeldingen                             |
| Grafmonument van de familie Van Gulick                                                                                       | Begraafplaats en -onderdl  | 1900     | Firma H.C. Dobbe en Van Pelt | Herven 1 | 51° 42' 13" NB, 5° 18' 21" OL | 524968 | Meer afbeeldingen                             |
| Grafmonument van de familie Van der Does de Willebois                                                                        | Begraafplaats en -onderdl  | 1893     |                              | Herven 1 | 51° 42' 13" NB, 5° 18' 21" OL | 524969 | Meer afbeeldingen                             |
| Grafmonument van de familie De Gruyter                                                                                       | Begraafplaats en -onderdl  | 1911     |                              | Herven 1 | 51° 42' 13" NB, 5° 18' 21" OL | 524970 | Meer afbeeldingen                             |
| Grafmonument van A.J. Egberts-van den Boom                                                                                   | Begraafplaats en -onderdl  | 1909     | N. Glaudemans                | Herven 1 | 51° 42' 13" NB, 5° 18' 21" OL | 524971 | Meer afbeeldingen                             |
| Grafmonument van de familie Rouppe van der Voort                                                                             | Begraafplaats en -onderdl  | 1900     | Firma H.C. Dobbe en Van Pelt | Herven 1 | 51° 42' 13" NB, 5° 18' 21" OL | 524972 | Meer afbeeldingen                             |
| Grafmonument van de familie Meijring-Halewijn                                                                                | Begraafplaats en -onderdl  | 1918     |                              | Herven 1 | 51° 42' 13" NB, 5° 18' 21" OL | 524973 | Grafmonument van de familie Meijring-Halewijn |
| Graf van overledene (1797- ...) diens echtgenoot en nog een derde persoon (pal ten zuiden van het graf van Harrij Constanje) | Begraafplaats en -onderdl  | 1870     |                              | Herven 1 | 51° 42' 11" NB, 5° 18' 21" OL | 524974 | Meer afbeeldingen                             |
| Grafmonument van de familie Van Lamsweerde                                                                                   | Begraafplaats en -onderdl  | 1909     |                              | Herven 1 | 51° 42' 13" NB, 5° 18' 21" OL | 524975 | Meer afbeeldingen                             |
| Grafmonument van de familie Van Goch-van Orimond                                                                             | Begraafplaats en -onderdl  | 1894     |                              | Herven 1 | 51° 42' 13" NB, 5° 18' 21" OL | 524976 | Meer afbeeldingen                             |
| Grafmonument van de familie Bogaerts                                                                                         | Begraafplaats en -onderdl  | 1890     | P.L. Janssen                 | Herven 1 | 51° 42' 13" NB, 5° 18' 21" OL | 524977 | Meer afbeeldingen                             |
| Grafmonument van Keesje Daniëls                                                                                              | Begraafplaats en -onderdl  |          | Louis Vreugde                | Herven 1 | 51° 42' 13" NB, 5° 18' 21" OL | 524979 | Meer afbeeldingen                             |
| Grafstede der familie Terwindt                                                                                               | Begraafplaats en -onderdl  | 1884     |                              | Herven 1 | 51° 42' 13" NB, 5° 18' 21" OL | 524980 | Meer afbeeldingen                             |
| Grafmonument van de familie Meuwese                                                                                          | Begraafplaats en -onderdl  | 1886     | J.J.H. Bolsius?              | Herven 1 | 51° 42' 16" NB, 5° 18' 27" OL | 524981 | Upload foto                                   |